# Oljeproduktion på Gotland

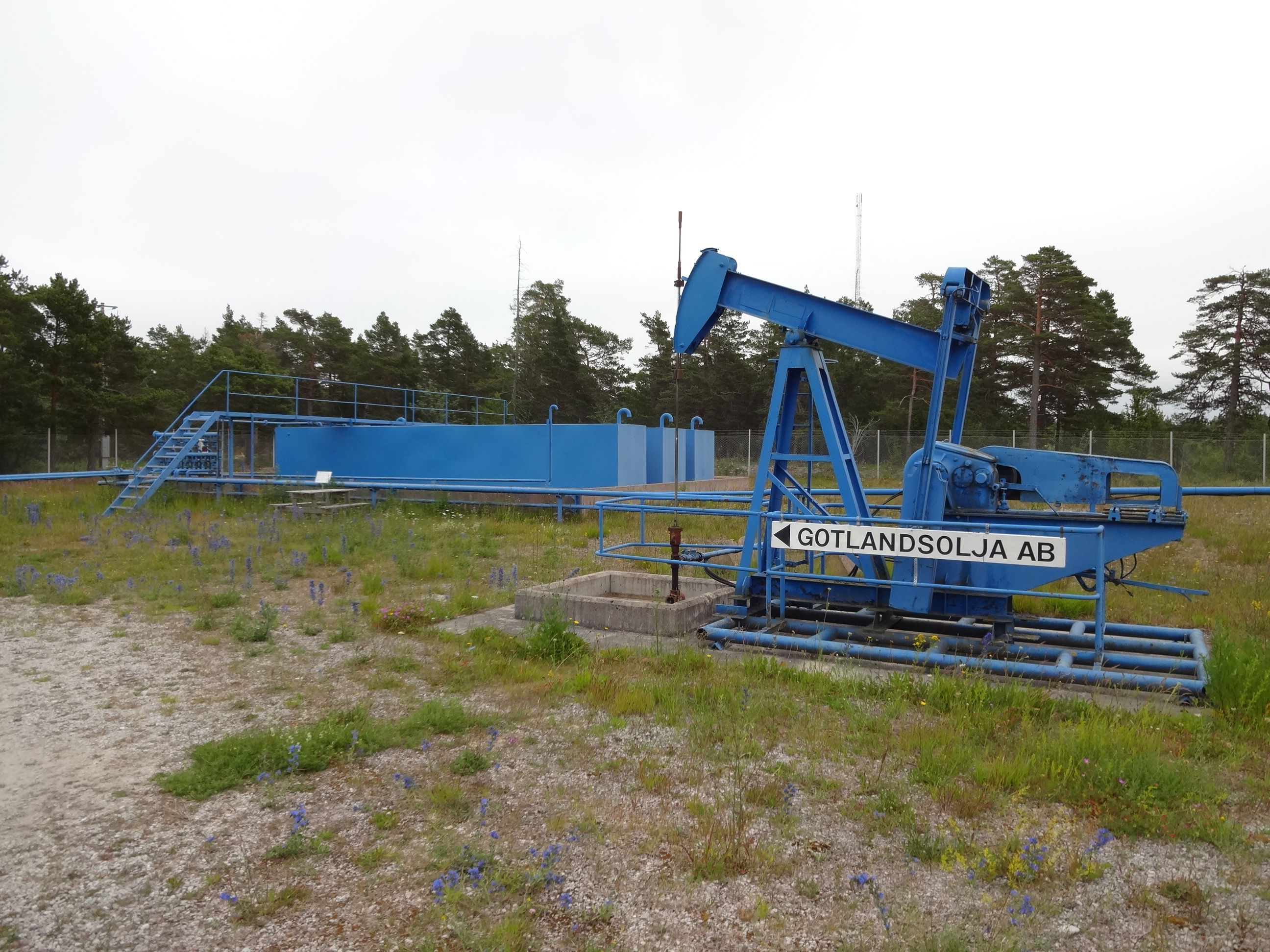
Borrutrustningen vid Risungsfältet, numera förklarad som byggnadsminne.

Oljeproduktionen på Gotland ägde i huvudsak rum under 1970-talet. Den var ett seriöst försök att undersöka om kommersiell storskalig oljeutvinning var möjlig på ön.

## Bakgrund
Redan på 1930-talet genomförde Skånska Cement AB en borrning efter gas vid File Hajdar på norra Gotland. Det gav dock inte några kommersiella resultat. Detta följdes av provborrningar av SGU under 1960-talet. Vid borrningarna påträffades spår av olja.
När Norge gjorde stora fyndigheter av olja i Nordsjön under 1960-talet beslutades det att man skulle göra nya försök att finna olja i Sverige. Provborrningar gjordes i Kattegatt, i Östersjön, runt Siljan, på Öland, i Skåne och på Gotland. Bäst resultat gjordes på Gotland, dit verksamheten också koncentrerades. 
Den 1 augusti 1969 startade Oljeprospektering AB (OPAB), sin verksamhet på Gotland. Den första provborrningen var Faludden 1. Under de 17 år som OPAB bedrev verksamhet på Gotland genomfördes 241 borrningar. Oljeproduktion startade 1974, och var fördelad över 12 områden på norra Gotland och sex områden på södra Gotland. Under den period som OPAB bedrev verksamheten utvanns 69 022 m³ på norra Gotland, och 9 259 m³ på södra Gotland, vilket tillsammans motsvarar cirka en halv miljon fat. I maj 1987 tog Gotlandsolja AB över verksamheten och den bedrevs fram till 1993. I Gotlandsolja AB:s regi utfördes 82 borrningar som gav 30 000 m³ olja.
Under hela Gotlandssatsningen gjordes 323 borrningar, varav cirka 20 gav olja.

## Risungsfältet
I närheten av Rute på norra Gotland gjordes de största fyndigheterna. På Risungsfältet togs cirka 30 000 kubikmeter olja upp, cirka en tredjedel av all utvunnen olja från Gotland. Borrningarna gjordes med 50 mm-borrar ned till ett djup på 200-350 meter. Pumpen och tankarna från oljeutvinningstiden står kvar. Det är den enda helt bevarade oljeutvinningsanläggningen i Sverige och är idag förklarat som byggnadsminne.